# Onthophagus tarascus
Onthophagus tarascus är en skalbaggsart som beskrevs av Mario Zunino och Halffter 1988. Onthophagus tarascus ingår i släktet Onthophagus och familjen bladhorningar. Utöver nominatformen finns också underarten O. t. jaliscensis.